# Ann Jellicoe
Patricia Ann Jellicoe (Middlesbrough, 1927. július 15. – 2017. augusztus 31.) angol drámaíró, színházi rendező.

## Főbb művei
- The Sport of My Mad Mother (1958, 1964)
- A trükk (The Knack:  A Comedy in Three Acts) (1962); ford. Nagy Magda
- The Idealist (1966)
- Some Unconscious Influences in the Theatre (1967)
- The Giveaway: A Comedy (1970)
- Csehov: Sirály (Чайка, The Seagull) (1975, műfordítás)
- Three Jelliplays (1975)
- Devon (1975)
- Community Plays: How to Put Them On (1987)